# Firenze secondo me
Firenze secondo me è stato un programma televisivo italiano, ideato e condotto da Matteo Renzi e trasmesso su Nove a cavallo tra il 2018 e il 2019.
Prodotto e distribuito da Arcobaleno Tre di Lucio Presta, il programma è andato in onda per quattro puntate, il sabato in prima serata, dal 15 dicembre 2018 al 5 gennaio 2019. 
Si tratta di un documentario storico-artistico, in cui lo stesso Matteo Renzi presenta la città di Firenze, mostrando i punti di interesse culturale (ad esempio Palazzo Vecchio, la Galleria degli Uffizi, il Corridoio vasariano, la Basilica di Santa Croce, Palazzo Pitti, il Giardino di Boboli) e raccontando eventi storici.

## Puntate
| Puntata | Data             | Telespettatori | Share |
| ------- | ---------------- | -------------- | ----- |
| 1       | 15 dicembre 2018 | 367.000        | 1,8%  |
| 2       | 22 dicembre 2018 | 464.000        | 2,2%  |
| 3       | 29 dicembre 2018 | 412.000        | 2,0%  |
| 4       | 5 gennaio 2019   | 415.000        | 1,9%  |

## Luoghi ed episodi storici illustrati nelle puntate
| Puntata    | Contenuto |
| ---------- | --- |
| Episodio 1 | - Palazzo Pitti: vengono raccontate le vicende della famiglia Pitti che fece edificare il palazzo intorno al 1440 e il successivo passaggio alla famiglia Medici nel 1550 - Giardino di Boboli: viene raccontata l'edificazione della Grotta del Buontalenti voluta da Francesco I de' Medici e viene raccontata la storia personale di Bernardo Buontalenti - Corridoio vasariano: viene raccontata la realizzazione nel 1465 in soli 5 mesi del corridoio per volere dell'allora duca Cosimo I de' Medici, in concomitanza del matrimonio tra il figlio del granduca, Francesco, e Giovanna d'Austria - Galleria degli Uffizi: viene illustrata la sala dedicata a Michelangelo Buonarroti e l'opera del Tondo Doni; la sala dedicata a Leonardo da Vinci e l'opera della Annunciazione; viene poi illustrata la Madonna del Cardellino di Raffaello Sanzio e la sala dedicata al Botticelli e le opere della Nascita di Venere della Calunnia. Si racconta poi la storia del rapporto artistico di Cimabue e del suo allievo di bottega Giotto. Da ultimo si racconta della storia della Elettrice Palatina e del testamento con la quale questa, ultima discendente dei Medici, lasciò alla cittadinanza tutto il patrimonio artistico della famiglia. A margine viene raccontata la storia della Strage di via dei Georgofili del 1993 - Palazzo Vecchio: vengono illustrate le principali sale del palazzo (la Cappella dei Priori, la Sala dell'Udienza, la Sala dei Gigli e la Stanza delle Mappe geografiche). Viene illustrata la Sala di Clemente VII, oggi gabinetto del sindaco di Firenze, e vengono illustrati gli affreschi che la adornano: l'affresco dell'Assedio di Firenze, di Giovanni Stradano e una serie di altri affreschi relativi ad episodi della vita di Papa Clemente VII e di sua nipote Caterina de' Medici. Viene illustrato il Salone dei Cinquecento, narrando le varie funzioni che sono state assolte da questa sala in vari periodi storici, come il periodo in cui è stata sede del parlamento nazionale nei sei anni in cui Firenze è stata capitale d'Italia fra il 1865 e il 1871, o il Convegno dei Sindaci delle Capitali del mondo, organizzato nel 1955 dall'allora sindaco di Firenze Giorgio La Pira. Viene illustrato lo Studiolo di Francesco I e si racconta degli esperimenti alchemici che vi si effettuavano e dell'avvelenamento di Francesco I de' Medici e della sua sposa Bianca Cappello. Vengono illustrati i sei affreschi del Vasari nel Salone dei Cinquecento e si racconta della storia dell'affresco di Leonardo da Vinci La Battaglia di Anghiari ora coperto da un altro affresco. Da ultimo viene illustrata la Torre di Arnolfo e si racconta di come venisse utilizzata come luogo di prigionia (fra gli altri di Girolamo Savonarola) - Piazza della Signoria: viene illustrata la Loggia dei Lanzi e le opere che vi si trovano, in particolare il Perseo con la testa di Medusa di Benvenuto Cellini e il Ratto delle Sabine del Giambologna. Viene poi raccontato l'episodio storico dell'esecuzione del Savonarola e della cerimonia di commemorazione che ogni anno si tiene per ricordarlo |
| Episodio 2 | - Galleria dell'Accademia: viene illustrato il David di Michelangelo Buonarroti e si racconta la storia della sua realizzazione tra il 1501 e l'inizio del 1504. - Spedale degli Innocenti: viene raccontata la storia della costruzione di questo primo orfanotrofio, su progetto iniziale di Filippo Brunelleschi e vengono poi raccontate alcune storie di bambini che vi furono ospitati nel XIX secolo. - Cattedrale di Santa Maria del Fiore: la narrazione si apre con un'illustrazione delle varie opere presenti nel sito di Piazza del Duomo e poi si focalizza sulla Cattedrale e sulla storia della sua realizzazione, iniziata nel 1296 e terminata soltanto nel 1436 e in particolare della costruzione della Cupola del Brunelleschi, unica nel suo genere per la tecnica architettonica utilizzata. Viene poi raccontato l'episodio storico dell'aggressione avvenuta il 26 aprile 1478 dentro la Cattedrale ai danni della famiglia Medici, nell'ambito della Congiura dei Pazzi. - Battistero di San Giovanni: viene illustrata la storia dell'edificazione del battistero e in particolare la realizzazione delle tre porte bronzee da parte di Andrea Pisano e Lorenzo Ghiberti su incarico dell'Arte di Calimala. - Museo dell'Opera del Duomo: viene illustrata la scultura della Pietà Bandini di Michelangelo Buonarroti e la Maddalena penitente di Donatello, entrambe conservate nel museo. - Campanile di Giotto: viene, infine, illustrato brevemente il campanile della Cattedrale, ultima opera presente nella Piazza del Duomo presa in considerazione. - Teatro della Pergola: viene illustrata la storia del teatro, operante fin dal 1657, che rappresenta il primo grande esempio di teatro all'italiana e degli artisti che vi si sono esibiti (fra cui Giuseppe Verdi e Maria Callas). Viene raccontata la storia di Antonio Meucci, inventore del telefono, che nel Teatro della Pergola aveva lavorato. |
| Episodio 3 | - Palazzo Medici Riccardi: viene raccontata l'edificazione della prima residenza della famiglia medici, voluta da Cosimo de' Medici e progettato da Michelozzo e viene raccontato l'episodio storico del primo incontro fra Lorenzo de' Medici e Michelangelo, che all'epoca aveva tredici anni, nel Giardino di San Marco dove Lorenzo sovvenzionava una scuola per giovani scultori. Viene illustrata la Cappella dei Magi, realizzata da Benozzo Gozzoli, identificando i vari componenti della famiglia Medici che sono raffigurati nel corteo e si racconta l'episodio storico del Concilio di Basilea, Ferrara e Firenze, che ispira la presenza nel corteo di personaggi riconducibili al concilio. Viene quindi illustrata la Madonna di Filippo Lippi esposta nel palazzo e viene raccontata di come l'autore di questo quadro e la monaca Lucrezia Buti ottennero entrambi la dispensa papale dai voti per potersi spostare, su intercessione di Lorenzo de' Medici. - Basilica di San Lorenzo: viene illustrata la chiesa più antica di Firenze, ristrutturata più volte e da ultimo ampliata su progetto di Filippo Brunelleschi e vengono illustrate una serie di opere pittoriche e scultoree presenti al suo interno ed i due pulpiti bronzei (il Pulpito della Passione ed il Pulpito della Resurrezione) realizzati da Donatello. Viene quindi illustrata la consistenza dell'archivio parrocchiale della Basilica di San Lorenzo e vengono mostrati alcuni documenti lì custoditi relativi ad alcuni parrocchiani celebri: il certificato di morte di Lisa Gherardini, la modella che posò per la realizzazione della Gioconda di Leonardo da Vinci e un manufatto in legno intagliato da Carlo Collodi per ricordare il suo Pinocchio. - Cappelle medicee: viene illustrata la costruzione della cappella, durata per secoli e ultimata solo nel XX secolo. Viene illustrata la Sagrestia Vecchia, realizzata da Filippo Brunelleschi (con importanti contributi scultorei anche di Donatello) e quindi viene illustrata la Sagrestia Nuova realizzata da Michelangelo Buonarroti come pendant alla Sagrestia Vecchia e viene raccontato l'episodio storico della latitanza di Michelangelo che si nascose in un ambiente segreto della sagrestia per sfuggire a una condanna di papa Clemente VII, prima di ottenere il perdono. - Biblioteca Medicea Laurenziana: viene illustrata l'edificazione della biblioteca, durata per oltre dieci anni, sotto la direzione di Michelangelo Buonarroti. Viene illustrato lo scalone di accesso alla sala di letture, per il quel inizialmente era previsto l'uso di legno di noce, ma che poi Bartolomeo Ammannati eseguì in pietra serena su volontà di Cosimo I de' Medici. - Basilica di San Marco: viene anzitutto illustrata la storia del rapporto fra Cosimo I de' Medici e Antonino Pierozzi, priore del convento di San Marco. Vengono poi illustrate le opere di Beato Angelico presenti nelle celle del convento (oggi Museo di San Marco), a partire dalla Annunciazione. Viene presentata la figura storica di Girolamo Savonarola, che visse nel convento di San Marco dal 1489 e viene raccontata la vicenda di come Savonarola fu preso prigioniero e poi messo al rogo nel 1498. - Certosa del Galluzzo: viene illustrare l'edificazione della Certosa, a partire dal 1341, per volere del banchiere fiorentino Niccolò Acciaiuoli. |
| Episodio 4 | |

## Curiosità
- Durante la produzione del documentario, Matteo Renzi è stato vittima di uno scherzo da parte della trasmissione di Canale 5 Scherzi a parte. [2]